# 脂環式化合物

シクロプロパンは最も単純な脂環式化合物である。

脂環式化合物（しかんしきかごうぶつ、alicyclic compound）とは、脂肪族化合物および環式化合物の両方の性質をもつ有機化合物のことである。脂環式化合物は芳香族性を有しない飽和または不飽和の炭素環を1以上含む。脂環式化合物には脂肪族の分枝があっても構わない。

## 主な脂環式化合物
単環のシクロアルカンにはシクロプロパン、シクロブタン、シクロペンタン、シクロヘキサン、シクロヘプタン、シクロオクタン、シクロノナン、シクロデカン、シクロウンデカン、シクロドデカンなどがある。また、単環のシクロアルケンにはシクロプロペン、シクロブテン、シクロプロペン、シクロヘキセン、シクロヘプテン、シクロオクテンなどがある。
二環式アルカンにはビシクロウンデカンやデカヒドロナフタレン（デカリン）がある。二環式アルケンにはノルボルネンやノルボルナジエンなどがある。
多環式化合物にはキュバン、バスケタン、ハウサンなどがある。
スピロ化合物は、2つ以上の環が1個の炭素原子によって繋がった構造を持つ分子である。